# Abdullah Al Shemali
Abdullah Al Shemali (en árabe: عبد الله الشمالي‎; Kuwait, Kuwait; 18 de enero de 1988) es un futbolista kuwaití que juega en la posición de centrocampista con el Al-Arabi de la Liga Premier de Kuwait.

## Carrera

### Club
ha jugado toda su carrera con el Al-Arabi desde su debut en el primer equipo en 2007, con quien logró ser campeón nacional por primera vez en la temporada 2020-21.

### Selección nacional
Jugó para Kuwait en ocho ocasiones de 2008 a 2012 y participó en la Copa Asiática 2011.

## Logros
- Liga Premier de Kuwait (1): 2020-21
- Copa del Emir de Kuwait (2): 2007-08, 2019-20
- Copa de la Corona de Kuwait (4): 2011–12, 2014–15, 2021–22, 2022–23
- Supercopa de Kuwait (3): 2008, 2012, 2021
- Copa Federación de Kuwait (1): 2013-14
- Liga de Campeones Árabe (1): 2012-13